# Tour de France 2010/1. Etappe
Die 1. Etappe der Tour de France 2010 am 4. Juli führte über 223,5 km von Rotterdam nach Brüssel, sie war damit die zweitlängste Etappe der Tour de France. Auf der Flachetappe gab es drei Sprintwertungen. Nach der Aufgabe Mathias Franks und Manuel António Cardosos aufgrund von Sturzverletzungen gingen 195 der 198 gemeldeten Teilnehmer an den Start.

## Rennverlauf
Nachdem die Fahrer ein paar Kilometer durch Rotterdam gefahren waren, hielten sie auf der Erasmusbrücke für eine Eröffnungszeremonie der 97. Tour-Austragung mit dem Bürgermeister der Stadt, Ahmed Aboutaleb, an. Der reale Start wurde um 12:22 Uhr gegeben.
Nur zwei Minuten danach setzte sich ein Trio bestehend aus dem Niederländer Lars Boom, dem Spanier Alan Pérez und dem Belgier Maarten Wijnants vom Hauptfeld ab, erhöhte seinen Abstand auf zeitweise über sieben Minuten und machte die Sprintwertungen untereinander aus. Vor allem die Mannschaften der Favoriten für den angezielten Massensprint erhöhten im späteren Rennverlauf das Tempo, weswegen der Vorsprung danach wieder schrumpfte. Sie führten das Hauptfeld neun Kilometer vor dem Ziel an die letzten Ausreißer heran, die sich auf den vorangegangenen 20 Kilometern mit dem zu ihnen aufgeschlossenen Moldawier Aleksandr Pliuşkin einige Kämpfe um die Führung geliefert hatten. Entgegen den Befürchtungen machte der Wind auf der Fahrt über die Dämme keine Probleme.
Nachdem zunächst der Australier Adam Hansen gestürzt und mit einem Brustbeinbruch das Rennen verließ und mehrere Fahrer, darunter David Millar und Ivan Basso, in einen Unfall mit einem Hund verwickelt wurden, kam es auf den letzten Kilometern der 1. Etappe zu mehreren Massenstürzen: In der letzten Kurve verlor Mark Cavendish, einer der Mitfavoriten auf den Tagessieg, seine Fahrlinie und verursachte einen Sturz, bei dem unter anderem der Sprinter Óscar Freire zu Fall kam.
Auf der Zielgeraden ereignete sich ein weiterer Massensturz, in den auch der Gesamtführende Fabian Cancellara verwickelt war. Den Kampf um den Tagessieg bestritten rund 30 Fahrer, die sich zum Sturzzeitpunkt vor dessen Zentrum aufgehalten hatten. 200 Meter vor dem Ziel wurde auch noch Tyler Farrar zu Boden gerissen. Im Zielsprint setzte sich der Italiener Alessandro Petacchi vor Mark Renshaw durch. Da sich die Stürze innerhalb der letzten drei Kilometer ereigneten, wurde allen Beteiligten die Zeit des Tagessiegers Petacchi angerechnet, sodass Cancellara die Gesamtführung verteidigte. Petacchi übernahm das Grüne Trikot.

## Sprintwertungen
- 1. Zwischensprint in Zeeland (Kilometer 73) (15 m NAP)

| Erster  | Lars Boom        | 6 Pkt. |
| Zweiter | Alan Pérez       | 4 Pkt. |
| Dritter | Maarten Wijnants | 2 Pkt. |
- 2. Zwischensprint in Putte (Kilometer 149,5) (7 m O.P.)

| Erster  | Maarten Wijnants | 6 Pkt. |
| Zweiter | Alan Pérez       | 4 Pkt. |
| Dritter | Lars Boom        | 2 Pkt. |
- 3. Zwischensprint in Ekeren (Kilometer 158,5) (0 m O.P.)

| Erster  | Alan Pérez       | 6 Pkt. |
| Zweiter | Lars Boom        | 4 Pkt. |
| Dritter | Maarten Wijnants | 2 Pkt. |
- Ziel in Brüssel (Kilometer 223,5) (26 m O.P.)

| Erster   | Alessandro Petacchi    | 35 Pkt. |
| Zweiter  | Mark Renshaw           | 30 Pkt. |
| Dritter  | Thor Hushovd           | 26 Pkt. |
| Vierter  | Robbie McEwen          | 24 Pkt. |
| Fünfter  | Matthieu Ladagnous     | 22 Pkt. |
| Sechster | Daniel Oss             | 20 Pkt. |
| Siebter  | José Joaquín Rojas Gil | 19 Pkt. |
| Achter   | Christian Knees        | 18 Pkt. |
| Neunter  | Rubén Pérez            | 17 Pkt. |
| Zehnter  | Jürgen Roelandts       | 16 Pkt. |
| 11.      | Sébastien Turgot       | 15 Pkt. |
| 12.      | Linus Gerdemann        | 14 Pkt. |
| 13.      | Julien El-Farès        | 13 Pkt. |
| 14.      | Luke Roberts           | 12 Pkt. |
| 15.      | Geraint Thomas         | 11 Pkt. |
| 16.      | Kanstanzin Siuzou      | 10 Pkt. |
| 17.      | Sylvain Chavanel       | 9 Pkt.  |
| 18.      | Edvald Boasson Hagen   | 8 Pkt.  |
| 19.      | Carlos Barredo         | 7 Pkt.  |
| 20.      | Michael Barry          | 6 Pkt.  |
| 21.      | Samuel Dumoulin        | 5 Pkt.  |
| 22.      | Sébastien Minard       | 4 Pkt.  |
| 23.      | Kevin De Weert         | 3 Pkt.  |
| 24.      | Johannes Fröhlinger    | 2 Pkt.  |
| 25.      | Eduard Worganow        | 1 Pkt.  |

## Aufgaben
- 125 – Mathias Frank (BMC Racing Team): Nach Sturz im Prolog nicht zur Etappe angetreten.
- 213 – Manuel António Cardoso (Footon-Servetto): Nach Sturz im Prolog nicht zur Etappe angetreten.